# Robert Edwards (giocatore di football americano)
Robert Lee Edwards III (Tennille, 2 ottobre 1974) è un ex giocatore di football americano statunitense che ha militato nel ruolo di running back nella National Football League (NFL) e nella Canadian Football League (CFL).

## Biografia
Dopo avere giocato a football all'Università della Georgia con i Georgia Bulldogs, Edwards fu scelto come 18º assoluto nel Draft NFL 1998 dai New England Patriots. Giocò un'ottima stagione d'esordio correndo 1.115 yard prima di compromettere il suo ginocchio in una gara di esibizione tra rookie durante la settimana del Pro Bowl alle Hawaii. Edwards rischiò l'amputazione della gamba e gli fu detto che potrebbe non essere stato più in grado di camminare. Tornò a giocare nel 2002 con i Miami Dolphins e nella sua prima gara dal rientro segnò un touchdown su corsa e uno su ricezione. A fine anno, la Pro Football Writers Association lo premiò con l'Halas Award per il suo ritorno dal grave infortunio.
Nel 2005, Edwards si unì ai Montreal Alouettes della CFL superando le mille yard corse nelle prime due stagioni, venendo convocato in entrambi i casi per l'All-Star Game della lega. Svincolato durante la stagione 2007, chiuse la carriera con i Toronto Argonauts.

## Palmarès
- CFL All-Star: 2

2005, 2006
- PFWA All-Rookie Team - 1997

## Statistiche
NFL
| Yard corse | 1.222 |
| Touchdown  | 10    |